# Hoplasoma picifemora
Hoplasoma picifemora es una especie de insecto coleóptero de la familia Chrysomelidae.
Fue descrita científicamente en 1888 por Allard.